# Pereliskî, Zinkiv
Pereliskî (în ucraineană Переліски) este un sat în comuna Vlasivka din raionul Zinkiv, regiunea Poltava, Ucraina.

## Demografie
Componența lingvistică a localității Pereliskî
     Ucraineană (94,87%)
     Rusă (5,13%)
Conform recensământului din 2001, majoritatea populației localității Pereliskî era vorbitoare de ucraineană (94,87%), existând în minoritate și vorbitori de rusă (5,13%).